# Видурл
Видурл (фр. Vidourle) је река у Француској. Дуга је 95 km. Улива се у Средоземно море. 